# Ernst von Mirbach

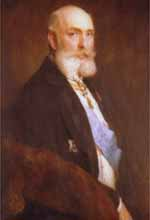
Ernst Freiherr von Mirbach

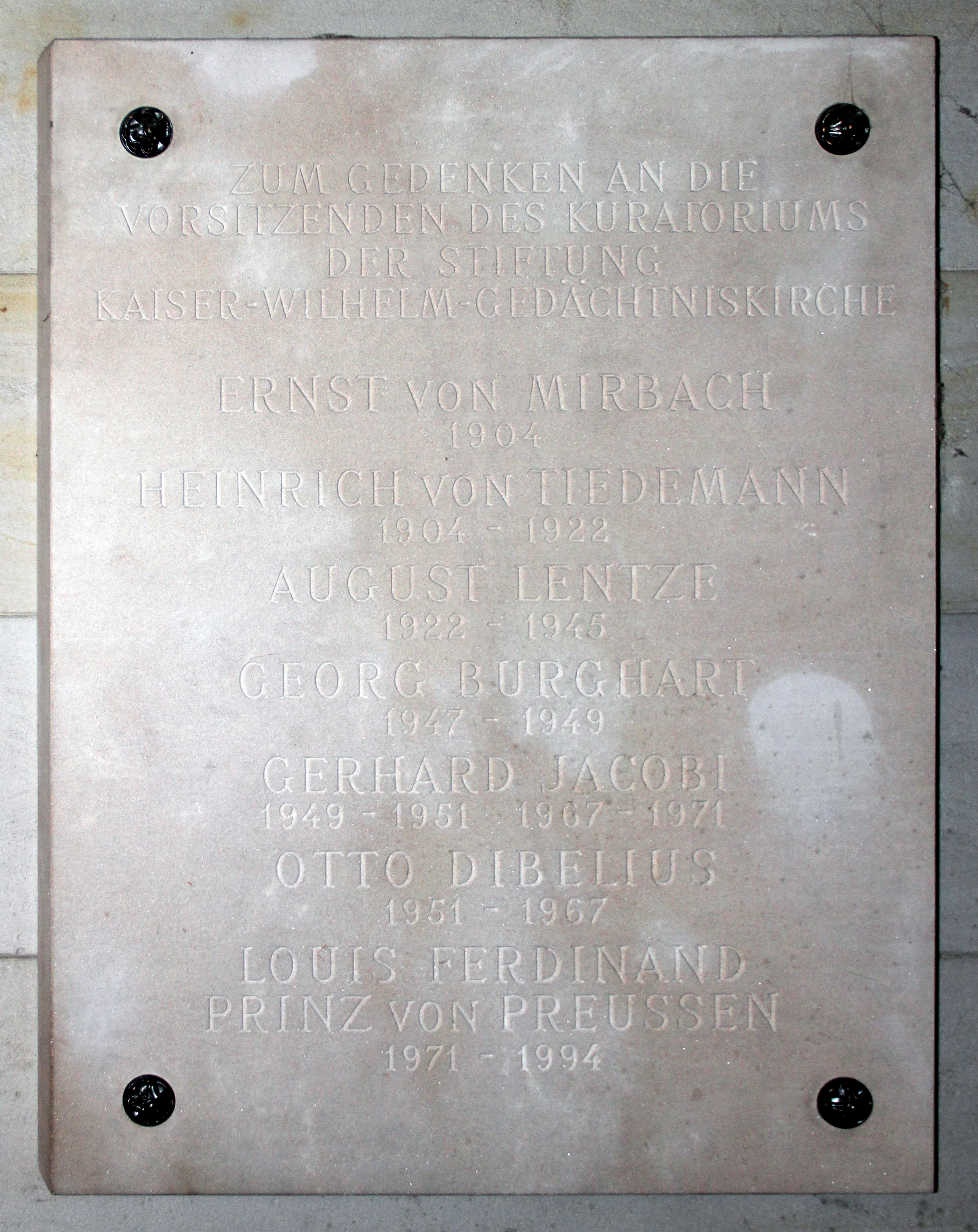
Gedenktafel an der Kaiser-Wilhelm-Gedächtniskirche, Breitscheidplatz, Berlin-Charlottenburg

Ernst Otto Karl Ludwig Freiherr von Mirbach (* 24. Dezember 1844 in Düsseldorf; † 6. April 1925 in Potsdam) war preußischer Generalleutnant und Oberhofmeister von Kaiserin Auguste Viktoria. Er nahm großen Einfluss auf namhafte Kirchenbauprojekte und Vorhaben der Inneren Mission.
Er war ein Onkel von Maimi von Mirbach.

## Herkunft und Karriere

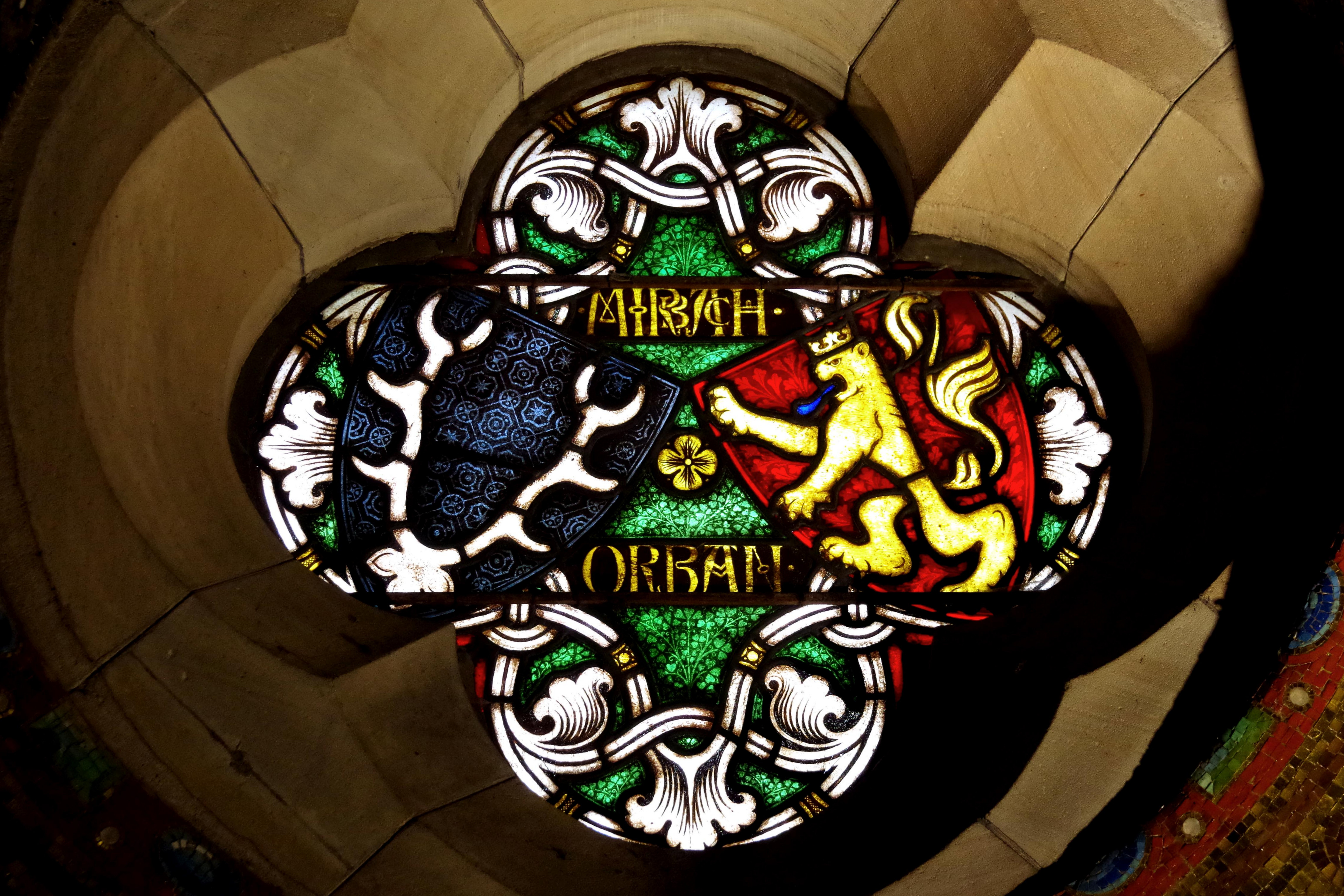
Wappen von Mirbach - Orban. Fritz Geiges (1903)

Mirbach war der älteste Sohn des preußischen Regierungsrates Otto Magnus von Mirbach und der Darmstädterin Antoinette Schenck. Wegen häufiger Versetzungen des Vaters wuchs Mirbach in Darmstadt, Trier, Posen und Berlin auf.
Nach dem Abitur diente er im Garde-Füsilier-Regiment und nahm an den Feldzügen 1864 (Deutsch-Dänischer Krieg), 1866 (Deutscher Krieg) und 1871 (Deutsch-Französischer Krieg) teil.
In Godesberg lernte er seine Frau Camilla Orban aus Lüttich kennen, die er nach der Heimkehr als Verwundeter 1871 heiratete. Als Nachfolger von Leopold von Ende wurde er 1881 Kammerherr im Hofstaat von Kronprinz Wilhelm von Preußen und diente bei dessen Frau Auguste Viktoria. Nach der Thronbesteigung Wilhelms wurde er 1888 zum Oberhofmeister der Kaiserin ernannt und blieb es bis 1914.
1875, 1877, 1880 und 1884 wurden seine Söhne Magnus, Werner, Otto und Siegfried in Berlin und Potsdam geboren.
Mit seiner Tätigkeit war die Vertretung der Kaiserin in Wohltätigkeits- und Kirchenvereinen verbunden. Mirbach leitete ihr Kabinett, korrespondierte für sie mit Behörden und verwaltete ihr Vermögen sowie ihren Etat (Schatulle). Victoria Luise beschrieb ihn als „humorvollen, gütigen, alten Herrn, der es im weiblichen Hofstaat nicht immer ganz leicht hatte“.
Mirbach war erheblich in die karitativen Anliegen der Königin eingebunden und sammelte dafür beständig Geld. Infolge der Waldersee-Versammlung vom 28. November 1887, in der Wilhelm II. zum „Einsatz gegen die Verwahrlosung der  Massen“ aufrief um „der drohenden Gefahr von Seiten der Sozialdemokratie und des Anarchismus entgegenzutreten“, wurde im Mai 1888 der Evangelisch-Kirchliche Hilfsverein gegründet. In ihm war, neben allen deutschen Provinzen, Mirbach für die Kaiserin vertreten. 1890 entwickelte sich unter seiner Beteiligung aus der Kirchenbau-Kommission (1888) der heute wieder tätige Evangelische Kirchenbauverein, der bis 1930 etwa 70 Kirchen neu errichtete. Mirbach erklärte gegen Bedenken wiederholt, man wolle damit die Innere Mission der Kirche nur unterstützen.

## Entlassungsgesuch
1902 rief Mirbach zu einer Sammlung zwecks Auskleidung der Kaiser-Wilhelm-Gedächtniskirche mit Mosaiken anlässlich der silbernen Hochzeit des Kaiserpaares auf. Das Schreiben des Kabinetts der Kaiserin wirkte offiziell und ging über den Innenminister bis an alle Landräte der Provinzen, die sich nun aufgefordert sahen, Komitees für dieses Anliegen zu gründen. Besonders im Rheinland blieb unverständlich, warum für eine Charlottenburger Kirche gesammelt werden solle.
Mirbach wurde wegen der ultimativen Forderung in der Presse angegriffen. Dazu kam, dass er im Prozess gegen die Pommersche Hypothekenbank 325.000 Mark quittiert hatte, die nicht mehr aufzufinden waren. Reichskanzler Bernhard von Bülow forderte Mirbachs Ausscheiden aus den Hofämtern. Dieser reichte ein Entlassungsgesuch ein. Zwar wurde dem nicht entsprochen, aber die Kabinettsgeschäfte und der Etat der Kaiserin wurden ihm entzogen.

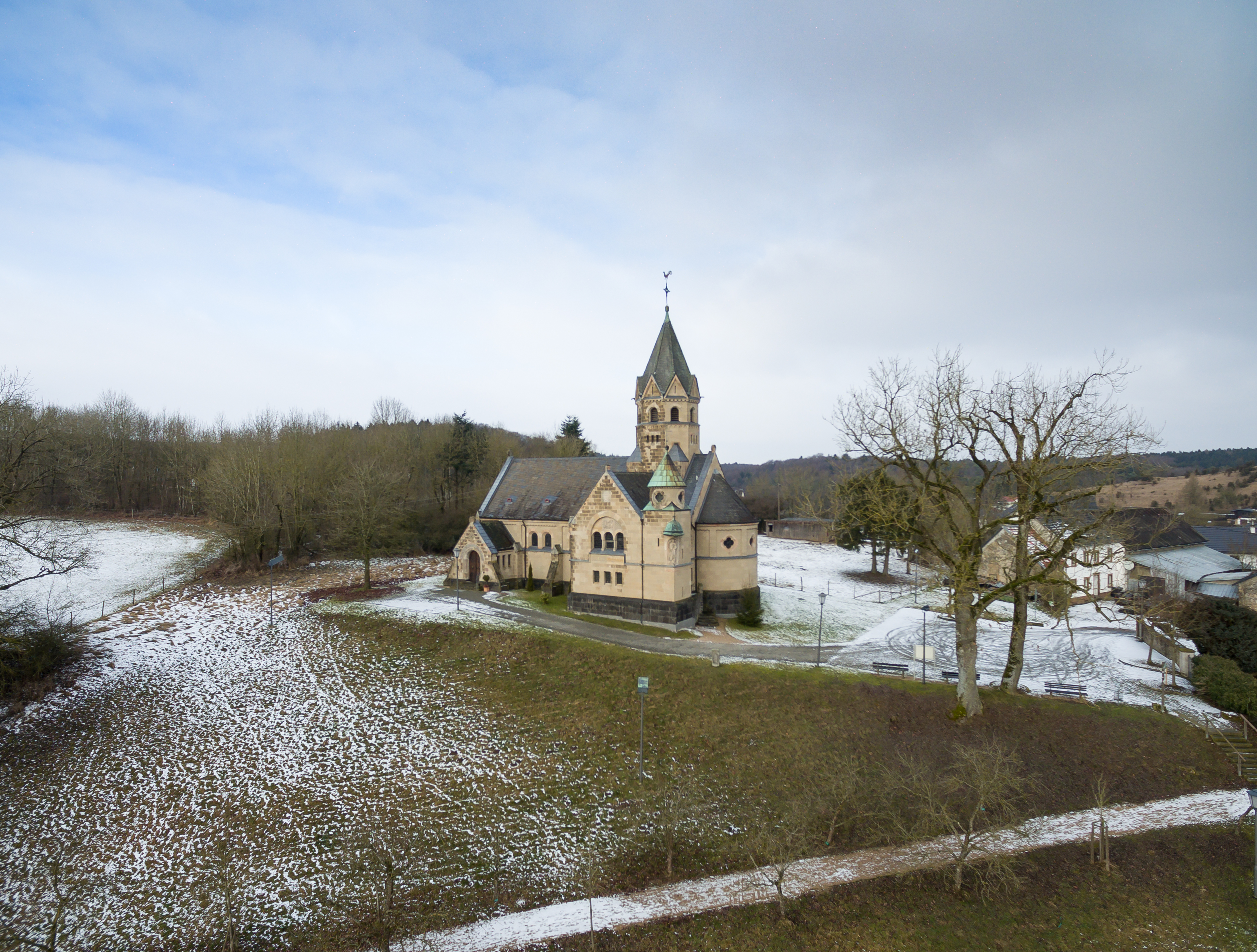
Erlöserkapelle in Mirbach

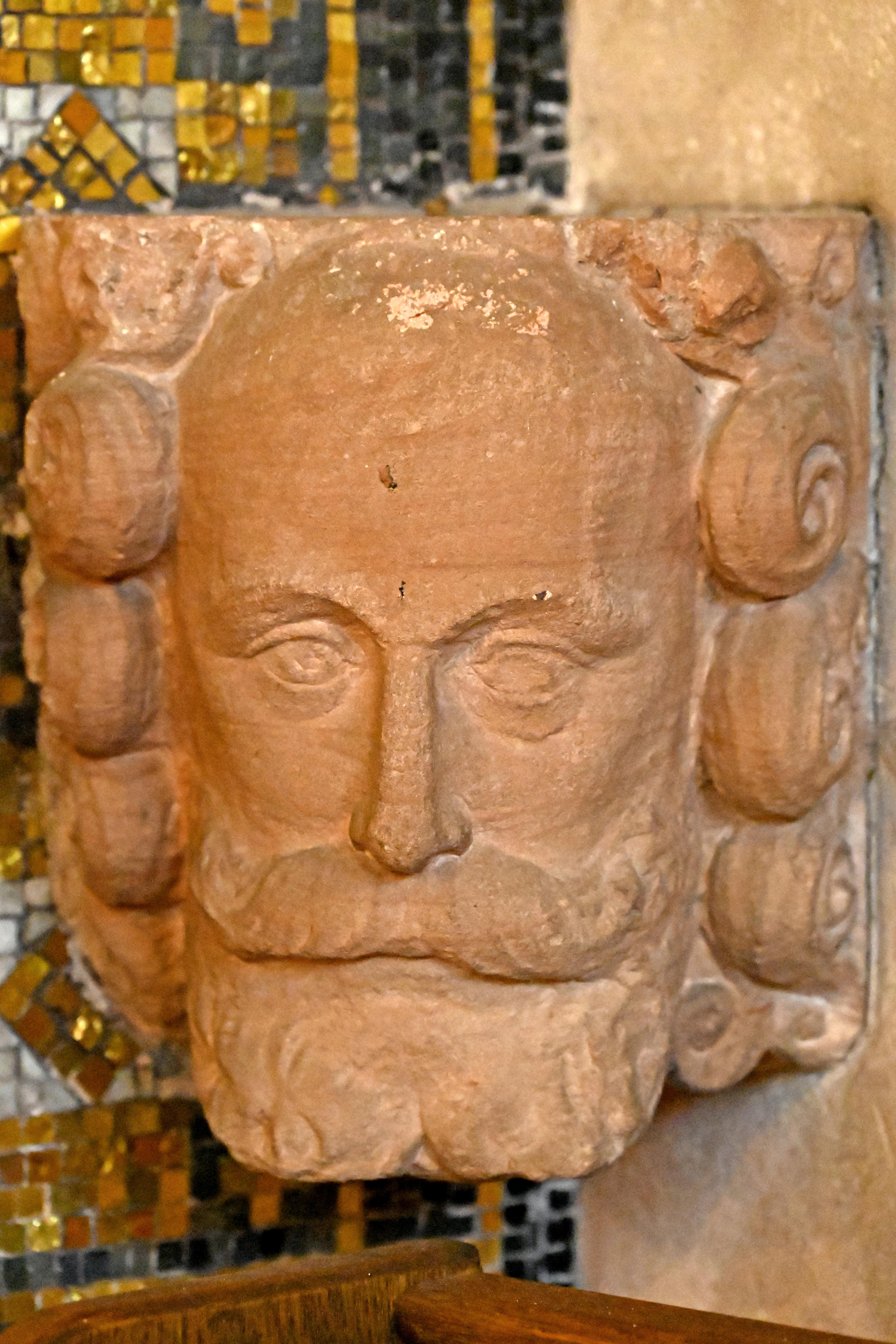
Relief in der Erlöserkapelle Mirbach

1902 errichtete er in Erinnerung an den Ursprungsort seiner Familie die Erlöserkirche in Mirbach.
Mirbachs Verdienst war es, den anlässlich der Einweihung der Jerusalemer Erlöserkirche 1898 vom Prinzen auf seiner Orientreise versprochenen Kirchenneubau auf dem Ölberg maßgeblich vorangetrieben und das Geld dafür gesammelt zu haben (Kosten 2,5 Millionen Mark). 1910 wurde die Himmelfahrtkirche von Eitel Friedrich von Preußen zusammen mit Rittern des Johanniterordens eingeweiht.
Im Februar 1914 wurde seinem Abschiedsgesuch aus Altersgründen vom Hof entsprochen. Er erhielt zudem den Titel Obertruchseß und den theologischen Ehrendoktor der Universität Bonn. Am 27. November 1918 verabschiedete er kurz und letztmals Kaiserin Auguste Victoria, als diese vom Wildpark Potsdam ins Exil nach Haus Doorn aufbrach.
Mirbach starb drei Jahre nach der Kaiserin und kurz nach seinem 80. Geburtstag. Er ist auf dem Friedhof in Bornstedt beigesetzt.

## Nach Mirbach benannte Straßen, Plätze und Gebäude
- Erlöserkirche (Mirbach)
- (ab 1902) Mirbachplatz im Berliner Bezirk Pankow, Ortsteil Weißensee mit der Bethanienkirche, davor „Cuxhavener Platz“[1]
- Die frühere Straßen Nr. 69 und 56a im heutigen Berliner Bezirk Friedrichshain-Kreuzberg, Ortsteil Friedrichshain, erhielten am 24. Juni 1893 gemeinsam den Namen Mirbachstraße. Am 1. Juni 1951 wurde sie umbenannt in Bänschstraße.[2]
- Mirbach-Apotheke in Berlin-Friedrichshain, Bänschstraße
- Villa von Mirbach in Potsdam,[3] ein Potsdamer Baudenkmal.
- Mirbachwäldchen in Potsdam – die am südlichen Rand entlang führende Leistikowstraße hieß bis 1945 Mirbachstraße.[4]
- Mirbachstraße im historischen Villenviertel von Bonn Bad-Godesberg

## Veröffentlichungen
- Geschichte der Dorfschule Mirbach. Artikel im Jahrbuch des Landkreises Vulkaneifel, o. J.
- Offizielle Ausgabe der ... kaiserlichen und königlichen Wappen, des Reichadler's, der Kronen, Insignien, Standarten u.s.w. Görlitz 1890. Digitalisat
- Die Kaiser Wilhelm-Gedächtnis-Kirche, dem engeren Ausschuss des Evangelischen Kirchlichen Hülfvereins, dem Vorstand des Kirchenbauvereins, der Gemeinde, den Freunden und Förderern des Kirchenbaues zum 22. März 1897. E. S. Mittler & Sohn. Berlin 1897. Digitalisierung: Zentral- und Landesbibliothek Berlin, 2021. URN urn:nbn:de:kobv:109-1-15443192
- Die Reise des Kaisers und der Kaiserin nach Palästina. Drei Vorträge. E. S. Mittler & Sohn. Berlin 1899.
- Prinz Friedrich von Preußen. Ein Wegbereiter der Romantik am Rhein. Böhlau Verlag (Reprint 2006), ISBN 3-41233-305-0.
- Denkschrift des evangelischen Kirchenbauvereines. 1904.
- Geschichte des Geschlechtes Mirbach. Vereinsdr. [u. a.], Potsdam 1903 - . Digitalisat
- Die Deutschen Festtage im April 1910 in Jerusalem. 1911.
- Das Pfingsthaus, die Pfingst-Kapelle zu Potsdam und der Pfingst-Kapellen-Verein, Zweigstelle des Evangelisch-Kirchlichen-Hülfsvereins unter dem Protektorat Ihrer Majestät der Kaiserin und Königin. 1898, Verlag Becker Potsdam (Reprint 2011) ISBN 978-3-88372-013-5.